# Илия Видинов
 Тази статия е за дееца на ВМОРО от Неволяни.  За дееца на ВМОРО от Баница, също наричан Илия Лерински, вижте Илия Которкин.  
Илия Видинов, известен като Дядо Ильо, Ильо Неволски, Неволански или Лерински, е български революционер, деец на Вътрешната македоно-одринска революционна организация.

## Биография
Видинов е роден в леринското село Горно Неволяни, тогава в Османската империя, днес Скопия, Гърция. Влиза във ВМОРО. По време на Илинденско-Преображенското въстание Видинов е войвода на чета в Нередския център. След въстанието е четник при Стоян Донски. Загива заедно с войводата Донски при кратовското село Горно Гюгянци на 9 юли 1904 година.